# CNCO (álbum)
CNCO es el segundo álbum de estudio de la banda urbana latinoamericana CNCO, lanzado el 6 de abril de 2018 a través de Sony Latin.

## Antecedentes
En febrero de 2018, el conjunto presentó la portada de su álbum y anunció que las preventas anticipados para el trabajo comenzarían a principios de marzo de ese año.  Incluido en la preventa es la canción «Mi Medicina». Además, la banda recibió premios por doble platino en «Reggaeton Lento» y un disco de oro por «Hey DJ» con Yandel.

## Composición
El álbum fue grabado mientras la banda estaba en una gira mundial, así como en su base de operaciones en Miami. Edgar Barrera, Icon Music, The Swaggernautz, David Cabrera, Mario Cáceres, Yasmil Marrufo, Andy Clay, Juan M. Frías (Brasa), Kairo La Sinfonía, Emiliano Vásquez, Frank Santofimio, Dabruk Matt Rad, Max Borghetti y Pinto Wahin colaboraron con el grupo en el trabajo.
Lanzado a finales de 2017, el video musical de «Mamita» fue dirigido por Daniel Duran y filmado en Quito, Ecuador. Cinco mujeres llevan a la banda a aventuras por la ciudad mientras cantan la canción.

## Lista de canciones
| N.º | Título                                    | Escritor(es) | Duración |  |
| 1.  | «Sólo Yo»                                 | Crysthian Adalberto Fermin Peralta, Emiliano Vásquez, José Alberto Roble Ramírez, Juan M. Frias y Max Borghetti                                                                    | 2:48     |  |
| 2.  | «Hey DJ» (with Yandel)                    | Edgardo Miranda, Edgar Barrera, Llandel Veguilla, Marco Masis y Jeannelyz Marcano                                                                                                  | 3:27     |  |
| 3.  | «Se Vuelve Loca»                          | Yasmil Marrufo y Mario Cáceres | 3:12     |  |
| 4.  | «Mamita»                                  | Salomón Villada Hoyos (Feid), Johan Esteban Espinosa (Jowan), Carlos Alejandro Patiño (Mosty), Andrés David Restrepo (Rolo), Claudia Brant, Juan Pablo Piedrahíta y Daniel Giraldo | 2:54     |  |
| 5.  | «Fiesta en Mi Casa»                       | Ender Zambrano, Oscar Hernández y Jorge Luis Chacin | 3:30     |  |
| 6.  | «Noche Inolvidable»                       | Frank Santofimio, Silverio Lozada, Andy Clay, Cáceres y Marrufo | 3:28     |  |
| 7.  | «Bonita»                                  | Feid, Jowan, Mosty, Rolo, Giraldo, Joel Pimentel, Erick Brian Colon, Zabdiel De Jesus y Yashua Camacho                                                                             | 3:11     |  |
| 8.  | «Estoy Enamorado de Ti»                   | Jovany Javier Barreto, Luis Alfredo Salazar, Tat Tong, Jesús "DalePlay" Herrera, Dave Siegel y Sam Nicolosi                                                                        | 3:28     |  |
| 9.  | «Mala Actitud»                            | Milton J. Restituyo, Juan A. Abreu, Yonathan Then, Rodolfo Jaquez y Salim Asêncio                                                                                                  | 3:08     |  |
| 10. | «Mi Medicina»                             | Bruno Nicolás Fernández, José Luis de la Peña Mira, David Augustave Picanes y María Josefa Fernández Campo                                                                         | 3:35     |  |
| 11. | «Fan Enamorada»                           | Ricardo Montaner | 3:59     |  |
| 12. | «No Me Sueltes»                           | Feid, Jowan, Mosty, Rolo, Giraldo, Camacho y Pimentel | 2:57     |  |
| 13. | «Demuéstrame»                             | Pinto (Wahin), Miguel A. Arias, Raúl Cabrera y Juanma Leal | 3:02     |  |
| 14. | «Reggaetón Lento» (Remix with Little Mix) | Luis Angel O'Neill, Jadan Andino, Eric Pérez, Jorge Class, Jean Rodriguez y Camille Purcell                                                                                        | 3:09     |  |

| CNCO (Japan Edition) |                                                                  | |               |          |  |
| N.º                  | Título                                                           | Escritor(es) | Productor(es) | Duración |  |
| 1.                   | «Reggaeton Lento (Bailemos)»                                     | Jadan Andino, Jorge Class, Luis Ángel O'Neill y Eric Pérez |               | 3:42     |  |
| 2.                   | «Solo yo»                                                        | Juan M. Frias, Emiliano Vázquez, José Alberto Roble Ramírez y Max Borghetti |               | 2:48     |  |
| 3.                   | «Hey DJ» (with Yandel)                                           | Edgardo Miranda, Edgar Barrera, Llandel Veguilla, Marco Masis y Jeannelyz Marcano                                                                                                  |               | 3:27     |  |
| 4.                   | «Se Vuelve Loca»                                                 | Yasmil Marrufo y Mario Cáceres |               | 3:12     |  |
| 5.                   | «Mamita»                                                         | Salomón Villada Hoyos (Feid), Johan Esteban Espinosa (Jowan), Carlos Alejandro Patiño (Mosty), Andrés David Restrepo (Rolo), Claudia Brant, Juan Pablo Piedrahíta y Daniel Giraldo |               | 2:54     |  |
| 6.                   | «Fiesta en Mi Casa»                                              | Ender Zambrano, Oscar Hernández y Jorge Luis Chacin |               | 3:30     |  |
| 7.                   | «Noche Inolvidable»                                              | Frank Santofimio, Silverio Lozada, Andy Clay, Cáceres y Marrufo |               | 3:28     |  |
| 8.                   | «Bonita»                                                         | Feid, Jowan, Mosty, Rolo, Giraldo, Joel Pimentel, Erick Brian Colon, Zabdiel De Jesus y Yashua Camacho                                                                             |               | 3:11     |  |
| 9.                   | «Estoy Enamorado de Ti»                                          | Jovany Javier Barreto, Luis Alfredo Salazar, Tat Tong, Jesús "DalePlay" Herrera, Dave Siegel y Sam Nicolosi                                                                        |               | 3:28     |  |
| 10.                  | «Mala Actitud»                                                   | Milton J. Restituyo, Juan A. Abreu, Yonathan Then, Rodolfo Jaquez y Salim Asêncio                                                                                                  |               | 3:08     |  |
| 11.                  | «Mi Medicina»                                                    | Bruno Nicolás Fernández, José Luis de la Peña Mira, David Augustave Picanes y María Josefa Fernández Campo                                                                         |               | 3:35     |  |
| 12.                  | «Fan Enamorada»                                                  | |               | 3:59     |  |
| 13.                  | «No me sueltes»                                                  | Ricardo Montaner |               | 3:59     |  |
| 14.                  | «Demuéstrame»                                                    | Ricardo Montaner |               | 3:59     |  |
| 15.                  | «Reggaeton Lento (Bailemos) (English Version)» (with Little Mix) | Jadan Andino, Jorge Class, Luis Ángel O'Neill y Eric Pérez |               | 3:10     |  |
| 16.                  | «Mamita (Spanglish Version)»                                     | Salomón Villada Hoyos (Feid), Johan Esteban Espinosa (Jowan), Carlos Alejandro Patiño (Mosty), Andrés David Restrepo (Rolo), Claudia Brant, Juan Pablo Piedrahíta y Daniel Giraldo |               | 2:55     |  |
| 17.                  | «Quisiera»                                                       | Ricardo Montaner |               | 3:18     |  |
| 18.                  | «Tan Fácil»                                                      | |               | 3:55     |  |
| 19.                  | «Primera cita»                                                   | |               | 3:41     |  |
| 20.                  | «Para enamorarte»                                                | |               | 4:00     |  |
| 21.                  | «Devuélveme mi corazón»                                          | |               | 3:29     |  |
| 22.                  | «Volverte a ver»                                                 | |               | 4:13     |  |

## Gira
- CNCO World Tour

## Posicionamiento en listas
| Listas (2018)     | Mejor posición |
| ----------------- | -------------- |
| Argentina (CAPIF) | 1              |

## Certificaciones
| País   | Organismo certificador | Certificación | Ventas certificadas | Ref.  |
| ------ | ---------------------- | ------------- | ------------------- | ----- |
| México | AMPROFON               | 60,000        | Platino             | [ 8 ] |